# شهرستان چاینسکی
شهرستان چاینسکی (به لاتین: Chainsky District) یک شهرستان در روسیه است که در استان تومسک واقع شده‌است.